# Ma bao chuang ba guan
Ma bao chuang ba guan – hongkoński komediowy film przygodowy w reżyserii Chuana Yanga wydany 18 września 1980 roku.
Film zarobił 1 541 889 dolarów hongkońskich w Hongkongu.

## Obsada
Źródło: Filmweb

- Chi-kin Chan
- Frankie Chan
- Mu-Lien Chang
- Chi-Hwa Chen
- Kent Cheng
- Piao Chin
- Tien-chu Chin
- Jen Chien Chou
- Pak-Kwong Ho
- Tse-ming Yeh
- Tien Pao Wu
- Kun Wang
- Eric Tsang
- Siu-Ming To
- Yu Ting
- Tien Hsi Tang
- Sze Tang
- An-na Tang